# Kontrollvolym
Kontrollvolym är ett definierat område med öppna systemgränser som massa och energi kan flöda genom. En kontrollvolym används inom strömningsmekaniken för att förenkla beräkningar av olika storheter för strömmande fluider. 
En Kontrollvolym behöver inte vara fixerad utan kan även vara rörlig eller deformerbar.
- En "fix" kontrollvolym innebär att man studerar ett visst område. Man kan till exempel följa olika storheter (till exempel flöde eller temperatur) i en rörstump.
- En rörlig kontrollvolym följer till exempel ett objekt. Man kan till exempel definiera en kontrollvolym kring ett flygplan.
- En deformerbar kontrollvolym ändrar sitt område. Om man definierar sin kontrollvolym på insidan av ett pumphus ändras kontrollvolymen allt eftersom pistongen rör sig.